# Брунда
Брунда је справа за фиксирање говеда.
Направљена је од метала. Брунда је сачињена од металне опруге. Метална опруга на свом крају има два полумесечаста рога која се стављају у ноздрву животиње. Ова справа се користи ради умиривања животиње приликом неког прегледа. Бол који се ствара у ноздрвама одвлачи пажњу од прегледача, те је животиња умирена и фокусирана на бол. Прегледач може слободно вршити вагинални или ректални преглед животиње. Постоје различите величине брунди. За телад се користе мале, за краве средње, док су за бикове потребне оне највеће. Величина брунде зависи од животиње коју желимо да фиксирамо. Брунду можемо наћи у свим пољопривредним апотекама. У народу је ова справа позната под називом мачка.